# Частные усадьбы в Российской Федерации

### Загородные усадьбы
| Илл. | Название                           | Местоположение | Арендатор / Владелец                                                                                                   | Примечание |
| ---- | ---------------------------------- | --- | --- | --- |
|      | Усадьба купца Аигина (Талицы)      | Московская область, Пушкинский район, Талицы                                                                              | Сёмин, Алексей Владимирович (Инвестиционная группа компаний ASG)                                                       | Отель. Реставрация начата в 2013 году, завершена в 2015 году. |
|      | Алтун                              | Псковская область, Новоржевский район                                                                                     | Серебряков, Егор Константинович                                                                                        | Отель «Имение Алтунъ». Реконструкция началась в 2008 году. Первый опыт восстановления усадьбы в Псковской области. |
|      | Бегичево                           | Калужская область, Дзержинский район, Совхоз им. Ленина.                                                                  | | |
|      | Белкино                            | Калужская область, г. Обнинск                                                                                             | Культурно-экологический фонд «Усадьба Белкино». Президент Фонда — генеральный директор ООО «Компаньон» О. В. Есинский. | Благотворительный фонд по спасению учреждён в 2002 году, в 2004 году был открыт парк, в течение последующих лет прошли другие реставрационные работы Номинант VIII Национальной премии «Культурное Наследие-2013» в номинации «Хранитель» |
|      | Болдино                            | Московская область, Солнечногорский район                                                                                 | АО «Распорядительная дирекция Министерства культуры Российской Федерации»                                              | Усадьба была приватизирована в 2012 году |
|      | Борки                              | Липецкая область, Тербунский район, с. Борки                                                                              | Грибанов, Сергей Владимирович, (ООО «Сельхозинвест»)                                                                   | Усадьба куплена в 2007 году, реставрация началась в 2009 году. Лауреат VIII премии «Культурное Наследие-2013» в номинации «Владелец», VII премии «Культурное Наследие-2012» в номинации «Владелец» |
|      | Быково                             | Московская область, Раменский район, пос. Быково                                                                          | Андрей Аркадьевич Ковалёв                                                                                              | Усадьба в аренде с 2021 года по льготной программе «рубль за метр». |
|      | Васильевское (усадьба Повалишиных) | Смоленская область, Гагаринский район, с. Васильевское                                                                    | | В аренде с 2015 года. Реконструкция, по информации на лето 2015 года, началась с парка |
|      | Васильевское (графа А. Граббе)     | Смоленская область, Темкинский район, с. Васильевское                                                                     | | В аренде с 2015 года. |
|      | Васино                             | Московская область, Чеховский район, д. Васино                                                                            | | 30 сентября 2014 года была продана на аукционе по программе «рубль за метр». Работы начались в 2015 году. |
|      | Дача Винтера                       | Республика Карелия, Сортавала, посёлок Тарулинна                                                                          | ЗАО «Норд-Хауз» | Парк-отель «Дача Винтера», музей доктора Густава Винтера. Лауреат V премии «Культурное Наследие-2010» в номинации «Владелец» |
|      | Воронино                           | Ярославская область, Ростовский район                                                                                     | Леонтьевы, Сергей Александрович и Елена Николаевна                                                                     | Приобретена потомками владельцев, дворян Леонтьевых (в собственности). Открыт «Музей-Усадьба дворян Леонтьевых». Лауреат Х премии «Культурное Наследие-2015» в номинации «Владелец» |
|      | Высокое                            | Смоленская область, Новодугинский район, село Высокое                                                                     | | В аренде с 2015 года. |
|      | Вятское                            | Ярославская область, Некрасовский район                                                                                   | Жаров, Олег Алексеевич, (АНО НПО «Эколлайн»)                                                                           | Гостиница, ресторан, несколько музеев, в том числе различных ремёсел. Историко-культурный комплекс «Вятское» им. Е. А. Анкудиновой, существует с 2008 года. Гран-при «Интермузей-2015», Государственная премия РФ в области литературы и искусства |
|      | Галкино                            | Калужская область, Дзержинский район                                                                                      | | |
|      | Гребнево                           | Московская область, Щелковский р-н, с. Гребнево                                                                           | ООО «Гранд», г. Фрязино; с мая 2018 г. — Андрей Аркадьевич Ковалёв                                                     | Приобретён в ноябре 2014 года. Само здание усадьбы на 2016 год оставалось в разрушенном состоянии. По состоянию на 2021 год проводится реставрация. |
|      | Зенино                             | Московская область, Люберецкий район, город Люберцы, пос. Зенино, д. 107                                                  | Сёмин, Алексей Владимирович (Инвестиционная группа компаний ASG)                                                       | Работы начались в 2015 году. |
|      | Знаменское-Раёк                    | Тверская область, Торжокский район, посёлок Раёк                                                                          | ООО Рай Девелопмент, Бессарабов Дмитрий Валерьевич                                                                     | С 2017 г. компания выкупила активы банкрота ООО "Парк Яхрома" арендатора усадьбы, при котором велась реставрация с 2002-204 гг. В настоящее время осуществляется редевелопмент комплекса зданий входящих в усадебный ансамбль в термариум-отель Вилла Раёк и конгресс-холл. Девелопер провел консервацию заброшенных храмов Знамение Пресвятой Богородицы, Петра и Павла и Александра Невского в Торжокском районе. |
|      | Усадьба Кесслеров-Ферсмана         | Республика Крым, Симферопольский район, Лозовое                                                                           | | Лауреат XII премии «Культурное Наследие-2017» в номинации «Владелец» |
|      | Коноплино                          | Тверская область, Старицкий район                                                                                         | | Отреставрирована, но закрыта для посещения. |
|      | Кузьминское                        | Московская область, городской округ Домодедово, с. Кузьминское                                                            | | Работы начались в 2015 году |
|      | Красино-Убережное                  | Тульская область, Ясногорский район                                                                                       | Ситников, Александр Фоатович, генеральный директор ЗАО «Витязь-Восток»                                                 | В личной собственности с 2000 года, выкуплена у одного из тульских оборонных заводов. Лауреат XI премии «Культурное Наследие-2016» в номинации «Владелец», номинант Х премии «Культурное Наследие-2015» в номинации «Владелец», номинант IX премии «Культурное Наследие-2014» в номинации «Владелец» |
|      | Красное                            | Московская область, Новая Москва                                                                                          | | |
|      | Дом Круминга                       | Московская область, Люберцы, улица 65 лет Победы (или Красная ул., д. 1)                                                  | Ярыгина, Галина | Арендован в 2014 году. Отель, кафе, резиденция фонда «Культурное наследие детям». Реставрация велась три года, открыто в 2017 году. |
|      | Ладожская Усадьба                  | Республика Карелия, г. Сортавала, п. Ниэмелянхови, ул.Озерная, д. 1                                                       | | Гостиничный комплекс «Ладожская Усадьба» является победителем престижного международного конкурса «WORLD LUXURY HOTEL AWARDS 2015» в номинации «Лучший семейный отель», а также лауреатом (1 место) II Всероссийского фестиваля-конкурса «ДИВО РОССИИ». Комплекс стал финалистом международной премии Luxury Lifestyle Awards 2014 и российской премии RUSSIAN HOSPITALITY AWARDS в номинациях: в 2015 году – «Лучший исторический отель» и «Загородный отель», в 2017 – «Лучший этно-отель». В ноябре 2015 года гостиничному комплексу «Ладожская Усадьба» присвоена категория «четыре звезды» |
|      | Ляхово                             | городской округ Домодедово, д. Ляхово                                                                                     | | В 2013 году в состоянии руин. Фирма из Казани, выигравшая в конкурсе льготную аренду, не справилась со своими обязанностями. По состоянию на 2021 год усадьба, на территории которой снимался фильм «Формула любви», находится в собственности Московской области и нуждается в реставрации. |
|      | «Мамоново» («Гусева полоса»)       | Московская область, Одинцовский район, территория инновационного центра «Сколково», ул. Луговая, д.4, корпус 4            | Сёмин, Алексей Владимирович (Инвестиционная группа компаний ASG)                                                       | Полная реставрация усадьбы с восстановлением исторических интерьеров на основе коллекций Большого собрания изящных искусств ASG завершится в 2021 году. |
|      | Марьино                            | Ленинградская область, Тосненский район                                                                                   | Степанова, Галина | Отель и ресторан. В личной собственности с 2008 года. Лауреат VI премии «Культурное Наследие-2011» в номинации «Владелец» |
|      | Мерёво                             | Ленинградская область, Лужский район                                                                                      | ИП «Великанова Татьяна Васильевна» (Усадьба «Мишкина дача»)                                                            | Коттеджи «Мишкина дача» — отель. Лауреат VII премии «Культурное Наследие-2012» в номинации «Владелец» |
|      | Несвойское                         | Вологодская область, Вологодский район, деревня Несвойское                                                                | Комаров, Леонид Васильевич                                                                                             | Проведена реставрация. Открыт отель. |
|      | Петровское                         | Тульская область, Алексинский район, г. Алексин, ул. Чехова, 3/5                                                          | | |
|      | Пущино-на-Наре                     | Московская область, Серпуховской район, д. Пущино                                                                         | Сёмин, Алексей Владимирович (Инвестиционная группа компаний ASG)                                                       | Реставрационные работы были начаты в 2014 году. В 2015 году началось возведение стропил. |
|      | Самуйлово                          | Смоленская область, Гагаринский район                                                                                     | | В аренде с 2015 года. |
|      | Усадьба Сведомских                 | Пермский край, Чайковский район, село Завод Михайловский                                                                  | | Гостиница, ресторан, музей Сведомских. Лауреат II премии «Культурное Наследие-2007» в номинации «Владелец» |
|      | Середниково                        | Московская область, Солнечногорский район                                                                                 | Лермонтов, Михаил Юрьевич                                                                                              | В 1992 году усадьба была передана в аренду на 49 лет ассоциации «Лермонтовское наследие», возглавляемой родственником и тёзкой поэта. Х премия «Культурное Наследие-2015», особая премия |
|      | Скорняково-Архангельское           | Липецкая область, Задонский район                                                                                         | Шкрапкин, Алексей Вадимович                                                                                            | Реставрация началась в 2007 году. Отель, ресторан. ООО «Усадьба Скорняково». Номинант VIII премии «Культурное Наследие-2013» в номинации «Владелец», лауреат XI премии «Культурное Наследие-2016» в номинации «Меценат», номинант VII премии «Культурное Наследие-2012» в номинации «Владелец» |
|      | Спасское                           | Московская область, Воскресенский муниципальный район, городское поселение Воскресенск, д. Маришкино, ул. Спасская, д. 1а | | Работы начались в 2015 году. |
|      | Степановское-Волосово              | Тверская область, Зубцовский район, село Волосово                                                                         | Васильев, Сергей Анатольевич                                                                                           | Лауреат XI премии «Культурное Наследие-2016» в номинации «Владелец» |
|      | Студенец                           | Тульская область, Веневский район                                                                                         | | |
|      | Студеные Ключи                     | Ивановская область, Заволжский район, деревня Порозово                                                                    | Широков, Александр | Приобретена в 2011 году. Парк-усадьба «Студеные ключи» |
|      | Тарасково, усадьба Глебовых        | Московская область, Каширский муниципальный район, с/п Колтовское, деревня Тарасково                                      | Сёмин, Алексей Владимирович (Инвестиционная группа компаний ASG)                                                       | Работы начались в 2014 году. В 2015 году уже была крыша. К 2018 году восстановительные работы в усадебном доме были выполнены на 60% . |
|      | Ферзиково                          | Калужская область, Ферзиковский район, посёлок Ферзиково                                                                  | официальные калужские порталы не называют его имени                                                                    | По данным на 2014 год планируется строительство гостиничного и культурно-развлекательного комплекса и восстановление парка. Работы по окультуриванию парка начались. |
|      | Филатово                           | Московская область, Истринский р-н, дер. Филатово                                                                         | Калюжный, Владимир | Приобретена по программе «рубль за метр» в 2015 году |
|      | Хвалевское                         | Вологодская область, Бабаевский район, Борисово-Судское                                                                   | Войцеховские-Качаловы, Юрий Михайлович и Вера Борисовна                                                                | В 2009 году состоялся аукцион, приобретена в собственность потомками рода владельцев и строителя. Лауреат IX премии «Культурное Наследие-2014» в номинации «Владелец» |
|      | Ченцово                            | Тульская область, Заокский район                                                                                          | | |
|      | Черкизово                          | Московская область, Коломенский район, село Черкизово                                                                     | Сёмин, Алексей Владимирович (Инвестиционная группа компаний ASG)                                                       | Взят в аренду по программе «рубль за квадратный метр». В 2014 году были начаты противоаварийные работы. |